# Michel Leclère
Michel Pierre Charles Leclère (Mantes-la-Jolie, 18 marzo 1946) è un pilota di Formula 1 francese.
Ha esordito nel Gran Premio degli Stati Uniti del 1975 alla guida di una Tyrrell, e quella fu l'unica presenza per quella stagione. Nel successivo campionato del 1976 guidò per 7 gran premi la Wolf-Williams, mancando la qualificazione in un'occasione e non conquistando punti iridati. In seguito tornò a correre in Formula 2, ritirandosi dalle competizioni nel 1979.

## Risultati in Formula 1
| 1975 | Scuderia | Vettura     |  |  |  |  |  |  |  |  |  |  |  |  |  |     |  |  | Punti | Pos. |
| ---- | -------- | ----------- |  |  |  |  |  |  |  |  |  |  |  |  |  | --- |  |  | ----- | ---- |
| 1975 | Tyrrell  | Tyrrell 007 |  |  |  |  |  |  |  |  |  |  |  |  |  | Rit |  |  | 0     |      |

| 1976 | Scuderia      | Vettura       |  |    |    |    |    |    |     |    |  |  |  |  |  |  |  |  | Punti | Pos. |
| ---- | ------------- | ------------- |  | -- | -- | -- | -- | -- | --- | -- |  |  |  |  |  |  |  |  | ----- | ---- |
| 1976 | Wolf-Williams | Williams FW05 |  | 13 | NQ | 10 | 11 | 11 | Rit | 13 |  |  |  |  |  |  |  |  | 0     |      |

| Legenda | 1º posto     | 2º posto | 3º posto    | A punti         | Senza punti/Non class.  | Grassetto – Pole position Corsivo – Giro più veloce |
| Legenda | Squalificato | Ritirato | Non partito | Non qualificato | Solo prove/Terzo pilota | Grassetto – Pole position Corsivo – Giro più veloce |